# کینگسی فالز، کبک
کینگسی فالز (به فرانسوی: Kingsey Falls) شهرکی در منطقه شهری آرتاباسکا ناحیه سانتر-دو-کبک در استان کبک کانادا است. در سرشماری سال ۲۰۱۱ این شهرک ۲٬۰۵۶ نفر جمعیت داشته‌است و مساحت آن ۷۰٫۱۴ کیلومتر مربع است.